# Madina Lake
Madina Lake är ett punkrockband som kommer ifrån Chicago, Illinois. Bandet startade år 2005.

## Medlemmar
- Matthew Leone – Bas, bakgrundssång
- Nathan Leone – Sång
- Mateo Camargo – Gitarr, programmering, bakgrundssång
- Dan Torelli – Trummor

## Diskografi
| Kom ut          | Titel                            |
| August 22, 2006 | The Disappearance of Adalia E.P. |
| March 27, 2007  | From Them, Through Us, To You    |
| April 27, 2009  | From Them, Through Us, To You    |